# Ceanothus ochraceus
Ceanothus ochraceus là một loài thực vật có hoa trong họ Táo. Loài này được Suess. mô tả khoa học đầu tiên năm 1940.